# Branko Brezočnik
Branko Brezočnik, slovenski gospodarstvenik, * 30. januar 1927, Lovrenc na Pohorju, † 30. april 1990, Maribor

## Življenje in delo
Sodeloval je v narodnoosvobodilni borbi. Ob delu je 1965 diplomiral na ljubljanski Ekonomski fakulteti. Že 1949 se je zaposlil v Mariborski livarni bil v letih 1975−1982 njen glavni direktor in zaslužen  za preusmerjanje proizvodnje v predelavo sekundarnih barvnih kovin ter za racionalizacijo in avtomatizacijo delavnih postopkov. Leta 1981 je prejel Kraigherjevo nagrado.